# Microctenopoma pekkolai
Microctenopoma pekkolai — тропічний прісноводний вид африканських лабіринтових риб з родини анабасових (Anabantidae).
Це вид з нечітким таксономічним статусом, відомий лише за кількома зразками з Білого Нілу. Про нього відомо дуже мало. Під час нересту риби будують гнізда з бульбашок.

## Опис
Microctenopoma pekkolai — невеличка рибка, найбільший відомий розмір — 36 мм стандартної (без хвостового плавця) довжини, це голотип.
Відомі деякі меристичні та морфометричні дані для голотипу. Найбільша висота тіла в 2,93 рази менша за стандартну довжину й майже дорівнює довжині голови, яка в 2,86 рази менша за стандартну довжину. Діаметр ока в 3,50 рази менший за довжину голови й дорівнює міжорбітальній відстані. Довжина морди в 1,24 рази менша за діаметр ока. Верхня щелепа поширюється до вертикалі, опущеної від переднього краю ока. Зуби на піднебінні відсутні. По краю зябрової кришки розташовано 6 маленьких шипів над і ще 1 під вирізом. 11 коротких і слабких зябрових тичинок сидять на нижньому плечі першої зябрової дуги.
В спинному плавці 17 твердих і 7 м'яких променів, задній твердий промінь найдовший, він у 2,1 рази коротший за довжину голови. В анальному плавці 11 твердих і 7 м'яких променів. Довжина грудних плавців у 3,02 рази менша за стандартну довжину й в 1,06 рази за довжину голови. В черевних плавцях по 1 твердому та по 5 м'яких променів, перші два м'які промені витягнуті в нитку, що сягає 7-го твердого променя анального плавця; вони в 3 рази коротші за стандартну довжину й в 1,05 рази за довжину голови. Хвостовий плавець округлий, хвостового стебла немає.
Луски ктеноїдні, 25 лусок у поздовжньому ряду. Бічна лінія рудиментарна, складається з верхньої та нижньої частин.
Забарвлення заспиртованих зразків світло-коричневе, тіло перетинають близько 10 вузьких, розмитих і дуже нечітких поперечних смуг. Непарні плавці світло-сірі, біля основи мають нечіткий темний мармуровий малюнок. Грудні плавці жовтувато-білі, черевні сіруваті.
Каріологічні дослідження трьох видів роду Microctenopoma виявили, що хромосомний набір у M. pekkolai має більш складну структуру, ніж у M. ansorgii та M. congicum.

## Поширення
Вид відомий з басейну Білого Нілу в Південному Судані. Голотип був зловлений у районі Тонга, що на захід від міста Малакаль у провінції Верхній Ніл.